# Dwarskersbos

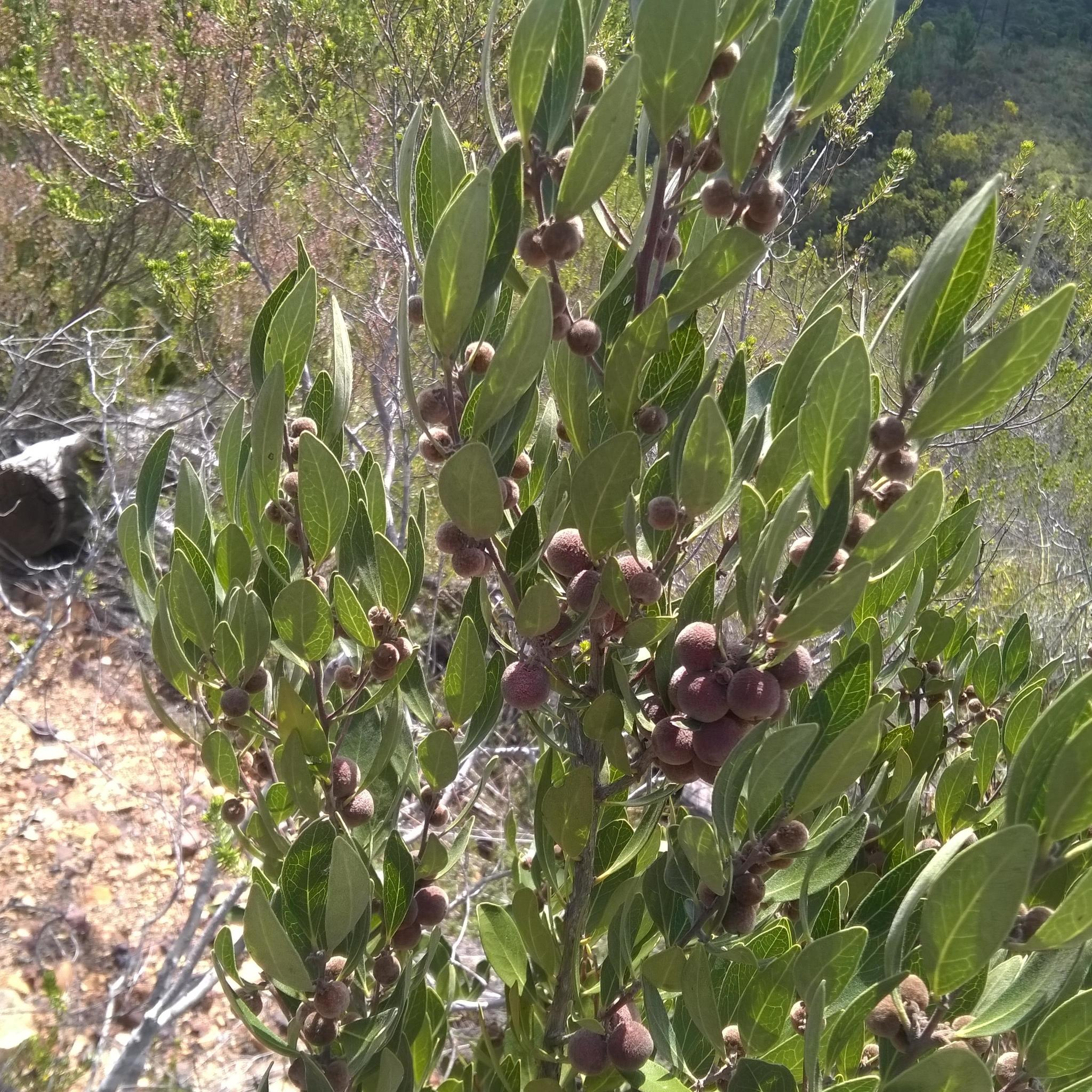
Euclea polyandra

Dwarskersbos (deutsch etwa „querwachsender Busch“) ist ein Fischerdorf in der Lokalgemeinde Bergrivier, im Distrikt West Coast der südafrikanischen Provinz Westkap. 2011 hatte es 670 Einwohner. Es liegt 12 Kilometer von Velddrif und 33 Kilometer von Redelinghuys entfernt.
Der Ortsname leitet sich von einer Bezeichnung in Afrikaans vom „kersbos“ ab, eine hier typische Pflanze, die Euclea polyandra.

## Geschichte
In der Nähe des Fischerdorfes hat Vasco da Gama am 7. November 1497 erstmals das Territorium des heutigen Südafrikas betreten und erkundete dabei die Sankt-Helena-Bucht.
Gegründet wurde das Dorf 1920 auf der gleichnamigen Farm. Die Wasserversorgung erfolgte über zwei Brunnen, von denen heute noch einer existiert. 1933 wurde für die ersten Touristen am Meer das Badhuise erbaut. 1947 erfolgte die Elektrifizierung Dwarskersbos’.
Am 27. August 1969 zerstörte eine 6 Meter hohe Flutwelle große Teile des Dorfes.